# Z, a hangya
A Z, a hangya (eredeti cím: Ant Z) 1998-ban bemutatott DreamWorks legelső számítógépes animációs filmje. A film főszereplői olyan sztárok hangján szólalnak meg, mint Woody Allen, Sharon Stone, Sylvester Stallone, Jennifer Lopez, Gene Hackman, Christopher Walken, Danny Glover, Jennifer Seguin és Johnny Depp. A film animációs film létére szokatlanul felnőttes hangvételű, olyan problémákkal foglalkozik, mint a diktatúra és a háború. Egyes értelmezések szerint a hangyaboly Kuba, míg Rovarkánaán az Egyesült Államok allegóriája. A film hat héttel korábban került a mozikba a Disney Egy bogár élete című, szintén hangyákról szóló filmje előtt és ez utóbbi sikeresebb lett. Ugyanakkor egyik első példája volt a Disney–DreamWorks versengésnek, amelynek köszönhetően létrejött a Cápamese, a Madagaszkárra való válaszként pedig a Vadkaland.
Az animációs játékfilm rendezői Eric Darnell és Tim Johnson, producerei Brad Lewis, Aron Warner és Patty Wooton. A forgatókönyvet Todd Alcott, Chris Weitz és Paul Weitz írta, zenéjét John Powell és Harry Gregson-Williams szerezte. A mozifilm a DreamWorks Animation gyártásában készült, és ugyancsak a DreamWorks Pictures forgalmazásában jelent meg. Műfaja: kalandos filmvígjáték. 
Amerikában 1998. október 2-án mutatták be a mozikban. Magyarországon viszonylag kevés késéssel bemutatták, a mozikban feliratos változatban vetítették. Magyar szinkronos változattal 1999-ben adták ki VHS-en.

## Cselekmény
A film hőse Z-4195, a hangyadolgozó, aki a New York-i Central Park alatti hangyabolyban éldegél. Pszichológushoz jár, mivel úgy érzi, a bolyban elnyomják a személyiségét, így nem lehet önmaga. Napközben ügyetlenségével csak gátolja a munkát, az estéket pedig a kocsmában tölti, levéltetű-sört iszogatva, barátja, Badi, a katona társaságában. Itt egy részeg, kiöregedett katona mesél Z-nek Rovarkánaánról, a távoli földről, a monoliton és a vörös-fehér földeken túl, ahol nincs elnyomás, nincs munka, minden rovar szabad és boldog. Miközben Z az ígéret földjéről álmodozik, Bala hercegnő, a hangyakirálynő kedvenc lánya elszökik, és elvegyül a bulizó munkások között, ahol táncra perdül Z-vel. Mikor Z megtudja, hogy a szépséges hangyalány valójában kicsoda, őrült tervet sző: cserél Badival, hogy részt vehessen a díszfelvonuláson, és láthassa szíve választottját.
Azonban Csáprágó tábornok, a hangyahadsereg vezére bejelenti, hogy a parádé csak előkészület volt a termeszvár ostromához, amelyet aznap éjjel végre is hajtanak. (A tábornok valódi szándéka ezzel az, hogy a királynőhöz hű erőket likvidálja, mivel sejti, mi lesz a harc kimenetele.) Z megtudja Barbatustól, a veterán katonától, aki már harcolt a termeszek ellen, hogy a hatalmas, vérengző, savköpő rovarok elleni csatát a hangyáknak nincs sok esélyük megnyerni. Z megpróbál elmenekülni a csatából, és szerencséjére bezuhan egy gödörbe, ahol a termeszek nem veszik észre, így ő lesz a harc egyetlen túlélője.
A hangyakirálynő kitünteti a botcsinálta hőst, azonban felfedezik, hogy valójában dolgozó. Z hirtelen ötlettel magával ragadja a hercegnőt, és a boly szemétledobóján keresztül a külvilágba menekül. Néhány katona üldözőbe veszi őket, de egy hatalmas, csillogó égi objektum (egy nagyítólencse) szénné égeti őket. Z a fejébe veszi, hogy elindul egyedül megkeresni Rovarkánaánt, a hercegnő pedig kénytelen-kelletlen vele tart. Hamarosan megtalálják a monolitot, amely egy tó partján áll (és nem más, mint egy ivókút), majd a vörös-fehér földeket (amely egy hatalmas pokróc, ahol piknikeznek). Itt összebarátkoznak egy bolond darázzsal, majd egy cipő talpára ragadva eljutnak Rovarkánaánba, ahol halmokban áll az ennivaló (és valójában egy szemeteskuka).
Eközben Badi, aki dolgozóként tevékenykedik, elmeséli társainak Z történetét, és a hangyák fellázadnak. Ám Csáprágó beszédével, melyben Z-t a boly ellenségének állítja be, le tudja csillapítani a tömegeket, és elfogja a felbujtót, Badit. A bátor hangyakatonából a vallatás során egyetlen szót tudnak kihúzni: Rovarkánaán. Csáprágó elküldi beosztottját, Szárnyast, Bala és Z után. A szárnyashangya megtalálja a hercegnőt, és visszaviszi a bolyba. Itt Csáprágó feltárja ördögi tervét a hercegnőnek: az új alagút, amelyet építtet, valójában a tóhoz vezet, és a felavató ünnepségen a víz elárasztja a tábornok által megvetett dolgozókat és a királynőt. Csáprágó azt kéri Balától, legyen a felesége és a társa az új boly megalapításában. A hercegnő ellenáll, a tábornok ezért bezáratja.
Z szerencsére összetalálkozik darázs barátjával, akinek a hátán visszatér a bolyba. Itt kiszabadítja a hercegnőt, és tudomást szerez a tábornok gonosz tervéről. Mire megérkeznek, hogy figyelmeztessék a királynőt, már késő: az alagút fala átszakad, és a víz ellepi a bolyt. Ám a hangyák egymás hátára állva felérik a boly mennyezetét, amelyet Z áttör. A felszínen Csáprágó éppen beszédet mond a hozzá hűséges katonáknak, mikor észreveszi Z-t és a felszínre igyekvő dolgozókat. Vissza akarja taszítani Z-t a mélybe, de Szárnyas, akinek elege lesz felettese gonoszságából, a parancsot megtagadva segítő kezet nyújt a dolgozónak. A dühös Csáprágó ráveti magát Z-re, és mindketten lezuhannak. Míg a tábornok egy gyökérnek ütközik, és meghal, Z a vízbe esik, ahová Szárnyas utánarepül és kimenti.
Ezután Z feleségül veszi Balát, és a bolyban helyreáll a béke. A korábbi diktatórikus rendszer helyett demokratikus, individualista hangyaállam jön létre.

## Szereplők
| Szereplő            | Eredeti hang       | Magyar hang    |
| ------------------- | ------------------ | -------------- |
| Z-4195              | Woody Allen        | Kerekes József |
| Badi                | Sylvester Stallone | Gáti Oszkár    |
| Bala hercegnő       | Sharon Stone       | Bertalan Ágnes |
| Csáprágó tábornok   | Gene Hackman       | Reviczky Gábor |
| Királynő            | Anne Bancroft      | Kubik Anna     |
| Azteca              | Jennifer Lopez     | Rudolf Teréz   |
| Barbatus            | Danny Glover       | Rajhona Ádám   |
| Szárnyas ezredes    | Christopher Walken | Uri István     |
| Chip, a darázs      | Dan Aykroyd        | Háda János     |
| Muffy, a darázslány | Jane Curtin        | Andresz Kati   |
| Csapos              | Jerry Sroka        | Izsóf Vilmos   |
| Munkavezető         | Grant Shaud        | Juhász György  |
| Pszichológus        | Paul Mazursky      | Szűcs Sándor   |
| Részeg katona       | John Mahoney       | Imre István    |

## Filmes utalások
- A függetlenség napja: Mikor a nagyító elhalad Z, Bala és az őket üldöző katonák fölött, az egyik katona így szól: "Ez gyönyörű!" Az ezután lecsapó sugár szintén erre a filmre játszik rá.
- Ponyvaregény: Amikor Z és Bala a kocsmában táncolnak, erősen emlékeztet John Travolta és Uma Thurman táncára.
- Zorro álarca: A jelenet, amikor a lázadó hangyák Z nevét kiáltozzák, hasonló ahhoz, amikor Don Raphael megérkezik a városba, és a parasztok "Zorro! Zorro!" kiáltozással fogadják. Ezután Raphael és Csáprágó hasonló beszéddel csillapítja a tömeget. Ráadásul mindkét hős neve Z-vel kezdődik.
- Titanic: Az alagutat elárasztó víz és az előle menekülő hangyák emlékeztetnek a Titanic egyik jelenetére, amelyben az emberek szintén egy hatalmas víztömegtől menekülnek. Még két filmzene is hasonló.
- A Birodalom visszavág: A tavon átkelve Bala így szól: "Remélem, tudod, mit csinálsz!", mire Z így felel "Én is remélem." Ez a párbeszéd lezajlik Leia hercegnő és Han Solo között is, mikor Han egy aszteroidába száll űrhajójával.